# Patata de Prades

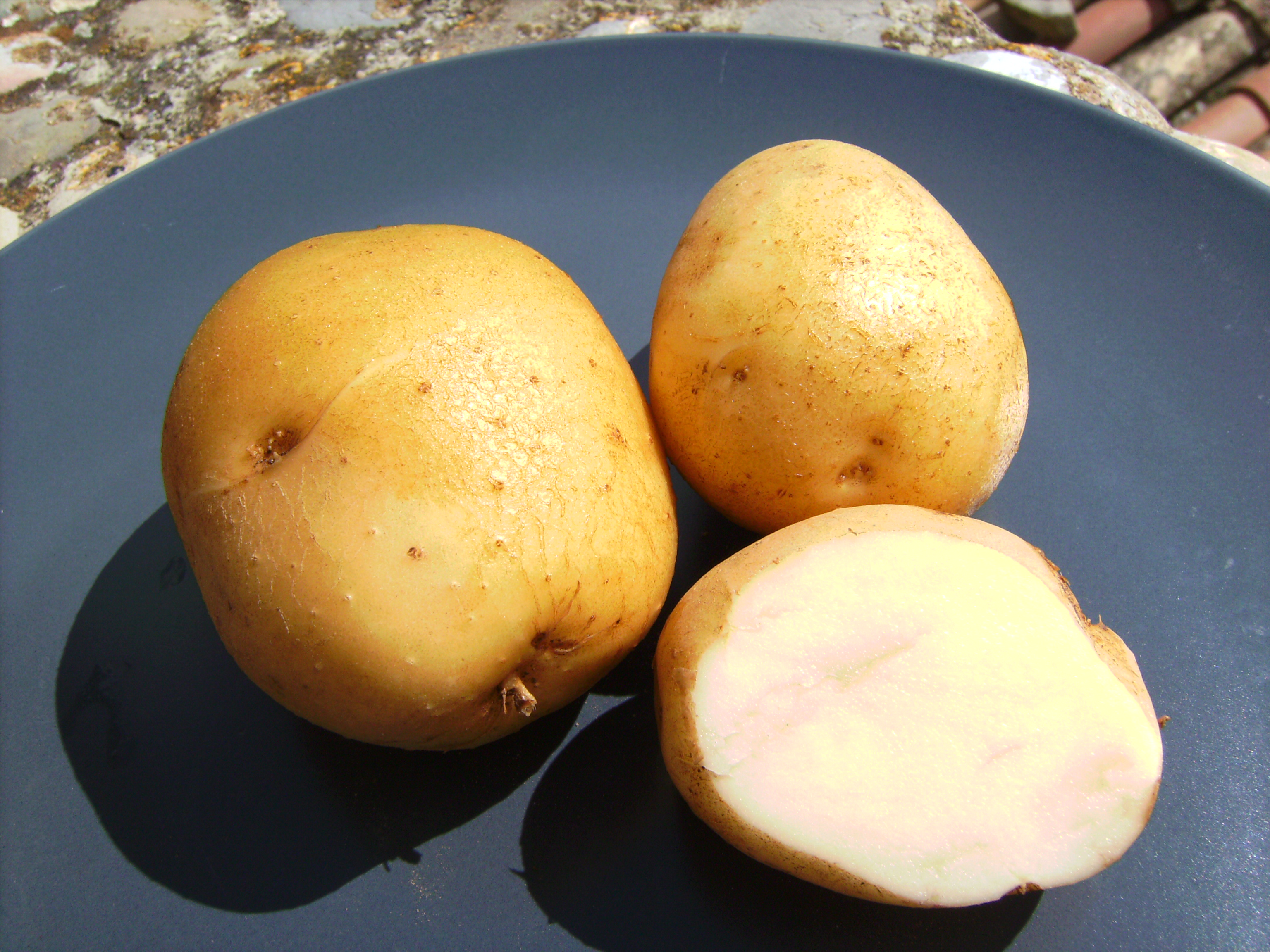
Patates de la varietat Kennebec, pell groga i polpa blanca

La Patata de Prades és una indicació geogràfica protegida (des de 1992) que es refereix a les patates cultivades sota les normes establertes per l'administració a Prades, Capafonts, la Febró i Arbolí (Baix Camp). La varietat o cultivar de patata conreada a aquesta indicació geogràfica protegida és la patata kennebec de pell fina i carn blanca. El seu calibre acostuma a estar entre 40 i 80 mm. En ser conreades en altituds pròximes o superiors als mil metres, aquestes patates no són gaire atacades pels virus de les plantes.

Logotip IGP Patates de Prades

Des de 15 de febrer de 2007 té també la consideració d'Indicació Geogràfica Protegida de la Unió Europea, pel qual s'inscriuen alguns noms en el Registre de Denominacions d'Origen Protegides i d'Indicacions Geogràfiques Protegides.

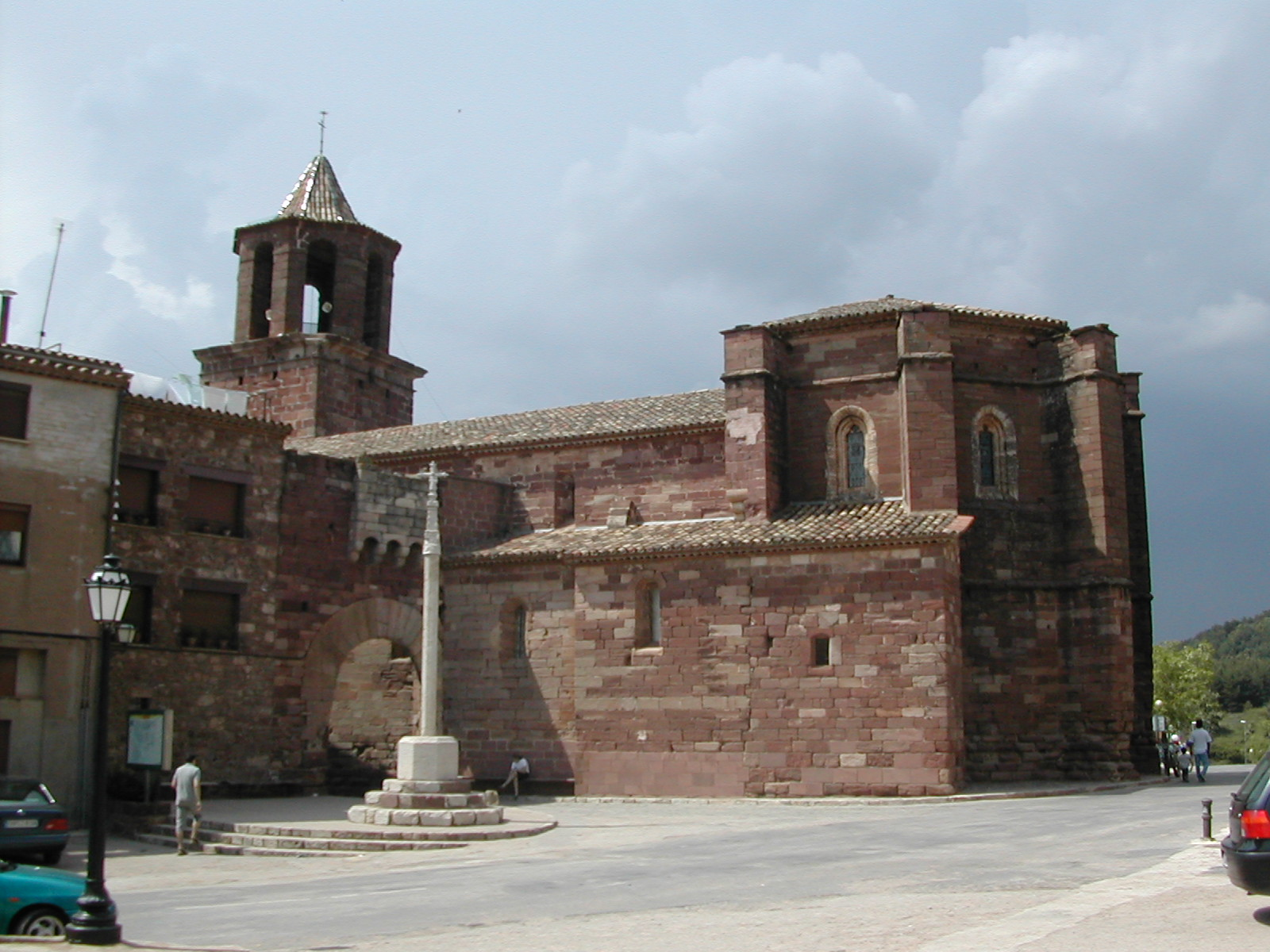
Església de Santa Maria a Prades.

## Zona de producció
Està constituïda pels terrenys ubicats en els termes municipals de Prades, Capafonts, la Febró i Arbolí, tots de la comarca del Baix Camp i a les muntanyes de Prades, a la província de Tarragona.
Les condicions d'altitud, edafològiques i climàtiques d'aquesta zona, juntament amb la tradició del conreu i l'experiència dels agricultors, fan que les Patates de Prades presentin unes característiques diferencials i de qualitat superior.

## Varietats
Les patates que estan protegides per la Indicació Geogràfica Protegida són de la varietat Kennebec amb un calibre comprès entre 40 i 80 mm, encara que en casos excepcionals poden arribar a 100 mm. El cultiu de les patates de Prades segueix les normes de producció integrada per a patates d'acord amb la normativa vigent en la matèria.

## Comercialització
Les Patates de Prades es comercialitzen condicionades en bosses de paper transpirable de 2 i 5 kg de capacitat i han de reunir en el moment de la seva expedició les característiques de la categoria de patata de qualitat, definida en la norma de qualitat vigent en aquesta matèria. A l'etiqueta figurarà, a més de les mencions que exigeix la legislació vigent, la llegenda "Patates de Prades. Indicació Geogràfica Protegida", el logotip d'aquesta indicació geogràfica i el logotip comunitari d'indicacions geogràfiques.
| Any  | Producció (tn) |
| ---- | -------------- |
| 2008 | 105            |
| 2009 | 130            |
| 2010 | 120            |
| 2011 | 140            |
| 2012 | 80             |
| 2013 | 67             |

## Regulació
El Consell Regulador garanteix que els productes emparats per la IGP compleixen els requisits establerts en el reglament. L'entitat de certificació OCA Instituto de Certificación SLU en realitza el control i la certificació. Tots els productors i magatzems expedidors de patates emparades per la IGP Patates de Prades han d'estar inscrits al Consell Regulador de la IGP (CR). Segons les últimes dades aportades pel CR, els productors són 15 i hi ha 2 magatzems.